# 朱德熙
朱德熙（1920年10月24日—1992年7月19日），男，江苏苏州人，中国古文字学家、语言学家、语法学家、教育家。

## 生平
1952年至1955年，朱德熙被高教部派往保加利亚索非亚大学教授汉语。他是中华人民共和国第一批派往国外从事汉语教学的教师。

## 著述
书籍方面
- 《语法修辞讲话》（吕叔湘，著／朱德熙，著）（开明书店 1951）
- 《作文指导》（中国青年出版社，1951）（开明书店 1952）
- 《语法修辞正误练习》（吕叔湘，著／朱德熙，著）（中国青年出版社 1953）
- 《现代汉语形容词研究：形容词的性质范畴和状态范畴》（朱德熙，著）（北京大学中国语言文学系 1956）
- 《现代汉语语法：1956-1957学年》（朱德熙，编）（北京大学汉语教研室 1957）
- 《定语和状语（朱德熙，著）（新知识出版社 1957）
- 《语法修辞讲话》（吕叔湘，著／朱德熙，著）（中国青年出版社 1979）
- 《文章评改》（1979）
- 《现代汉语语法研究》（朱德熙，著）（商务印书馆 1980）
- 《语法讲义》（朱德熙，著）（商务印书馆，1982年）
- 《语法·修辞·作文》（朱德熙，著）（上海教育出版社 1984）
- 《语法答问》（朱德熙，著）（商务印书馆，1985）
- 《语法丛稿（朱德熙，著）（上海教育出版社 1990）
- 《马王堆一号汉墓遣策补释》《朱德熙古文字论集》（朱德熙著，裘锡圭、李家浩整理，中华书局 1995）
- 《朱德熙文集》（朱德熙，著）（商务印书馆 1999）
- 《朱德熙选集》（朱德熙，著）（东北师范大学出版社 2001）
- 《语法修辞讲话》（吕叔湘，著／朱德熙，著）（辽宁教育出版社 2002）

论文方面
- 《寿县出土楚器铭文初步研究》（《历史研究》1954年第1期）
- 《洛阳金村出土方壶之校量》（《北京大学学报（人文科学）》1956年第4期）
- 《战国记容铜器刻辞考释四篇》（《语言学论丛》1958年第2辑）
- 《战国文字研究六种》（合作，《考古学报》1972年第1期）
- 《信阳楚简考释》（《考古学报》1973年第3期）
- 《战国铭文中的私官》（合著，《文物》1973年第12期）
- 《平山中山王墓铜器铭文初步研究》（《文物》1979年第1期）
- 《望山楚简里的“軗”和“墨”》（《古文字研究》第十七辑，页194-197，中华书局 1989）
- 《望山一、二号墓竹简释文与考释》（朱德熙·裘锡圭·李家浩合著）（湖北省文物考古研究所·北京大学中文系合编《望山楚简》，页68 - 133， 1995年6月，北京·中华书局。又湖北省文物考古研究所《江陵望山沙冢楚墓》附录三，页237-309，北京·文物出版社 1996年4月）
- 《望山一号墓竹简的性质和内容》（朱德熙·裘锡圭·李家浩合著）（《望山楚简》，页134-135。又湖北省文物考古研究所《江陵望山沙冢楚墓》附录二，页310-312，北京·文物出版社 1996年4月）
- 《江陵望山楚墓竹简考释》（合著）
- 《银雀山汉墓竹简》（集体编著）